# 白建宇
白建宇（韓語：백건우，1946年3月10日—），韓國鋼琴演奏家。他曾與多個樂團合作，包括倫敦交響樂團，BBC交響樂團和聖彼得堡愛樂樂團。

## 生平
白建宇生於首爾。他在十歲時與韓國國家交響樂團演奏個人首場音樂會，演出格里格鋼琴協奏曲。後來他就讀紐約茱莉亞學院，前往倫敦及義大利學習音樂。白建宇也是瑙姆堡國際大賽（Walter W. Naumburg Foundation）和布索尼国际钢琴比赛（Ferruccio Busoni International Piano Competition）得主。

## 個人生活
白建宇在1974年與演員尹靜姬結婚，育有一個女兒，她也是小提琴演奏家。

## 外部連結
- 官方网站（页面存档）（英文）
- Bach-Cantata网站上的白建宇介绍（英文） （页面存档备份，存于）
- 白建宇的Discogs页面（英文）